# مگومی اوگاتا
مگومی اوگاتا (انگلیسی: Megumi Ogata; ۶ ژوئن ۱۹۶۵ – ) خواننده، صداپیشه، و بازیگر، تهیه‌کننده تلویزیونی، گوینده، و مجری رادیو اهل ژاپن بود. وی از سال ۱۹۹۲ میلادی تاکنون مشغول فعالیت بوده‌است.